# Евгений Вазем
Вазем Евгений Андреевич (р. 20 декабря 1987 в Серове, СССР) — российский боксёр-профессионал и джорнимен, выступающий в первой средней весовой категории и мастер спорта России по боксу.  

## Юность
Родился в городе Серов в 1987 году. Спустя полтора года после рождения, мать оставила Евгения и его сводную сестру. Евгений рос вместе с бабушкой, матерью отца, которая и перевезла его из Серова в Старый Оскол. В 7 лет поступил в 22-ю школу в городе Старый Оскол, где проучился до 9 класса. Далее учился в 24 школе вместе с Иваном Емельяненко и Кириллом Сидельниковым.
Мальчик пробовал себя в разных секциях: футбол, теннис, карате. В итоге, уговорил бабушку отдать его в 10 лет на секцию по боксу к тренеру Александру Мичкову (в будущем он стал тренером по ударной технике у Фёдора Емельяненко). Со временем Вазем стал тренироваться у Михаила Магомедова, с кем и начал свою любительскую карьеру. Провел в общей сложности 110 боев, из которых выиграл 75.
Уже к 19 годам количество проведенных боев позволило ему получит статус кандидата в мастера спорта по боксу. Однако, на спартакиаде он сорвал спину и бокс пришлось оставить на несколько лет.

## Профессиональная карьера
Дебютировал в профессиональном боксе 20 декабря 2014 года против Зураба Фарояна в Екатеринбурге, проиграв раздельным решением судей. Много раз представлял Старый Оскол на различных соревнованиях. После возобновления карьеры успел выступить в Латвии, Казахстане, Германии и ОАЭ. Именно в это время, Евгений стал определять себя как бойца-джорнимена, который часто бросает вызов соперникам, не смотря на их рейтинг и статус.
В 2021 году переехал в Лондон, Великобританию. На данный момент участвует в боях промоушена DAZN. С момента переезд успел провести 21 бой. Первый бой прошел 30 октября 2021 года против Славича Гежича. Евгений уступил сопернику по очкам.
После событий на Украине, British Boxing Board of Control временно отстранила бойца от участия в боях. Сейчас ограничения сняты.

## Личная жизнь
В юношестве имел проблемы с законом, но ради семьи и спортивной карьеры изменил вредным юношеским привычкам и встал на правильный путь.
Женат на Вазем Галине Сергеевне. Воспитывает двоих детей: сына Даниила и дочь Авелину. Евгений готовит своего сына стать профессиональным боксером, помогает ему в подготовке и лично тренирует. Даниил мечтает пойти по стопам отца. Евгений ставит главной целью своей жизни дать своим детям ту жизнь, которой у него не было.

Прозвище MoneyBoy он получил от своего менеджера, когда смог осчастливить того крупным доходом с продажи билетов на собственный бой еще в 2016 году. Евгений отшучивается на этот счет:  
Когда Дэвид Диаманте из DAZN спросил у меня: "Какое у тебя прозвище?". То мне стало неловко. Какой

к черту MoneyBoy без Мани? 